# Naissance en 1350
Naissance
- 1346
- 1347
- 1348
- 1349
- 1350
- 1351
- 1352
- 1353
- 1354

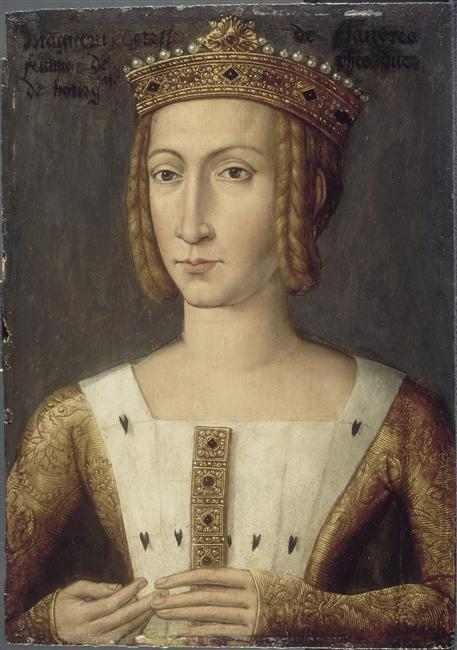
Marguerite III de Flandre, née en 1350.

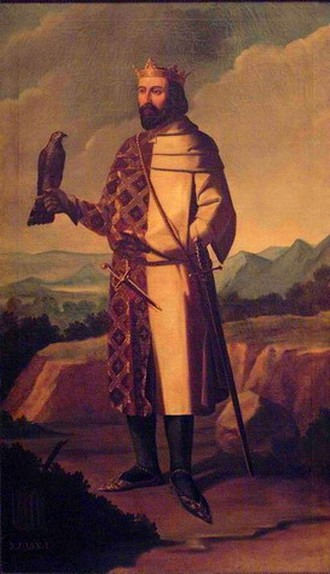
Jean Ier d'Aragon, né en 1350.

Cette page dresse une liste de personnalités nées au cours de l'année 1350  :
- 23 janvier : Vincent Ferrier, prêtre de l'Ordre dominicain.
- 4 février : Branda Castiglioni, cardinal italien.
- 13 avril : Marguerite III de Flandre, ou Marguerite de Male dite Marguerite de Dampierre, comtesse de Flandre, de Rethel, de Nevers, d'Artois et de Bourgogne, duchesse de Bourgogne.
- 17 juin : Manuel II Paléologue, empereur byzantin.
- 12 octobre : Dimitri IV Donskoï, grand prince de Moscou et grand prince de Vladimir, considéré par l'Église orthodoxe russe comme saint.
- 25 novembre: Katherine Swynford, princesse et duchesse anglaise.
- 30 novembre : Ibn al-Jazari, ou Muhammad Ibn Muhammad Ibn Muhammad Ibn `Alî Ibn Yûsuf al-Jazarî, jurisconsute shafi'ite, hâfiz (mémorisateur du Coran) et muhaddith (savant spécialiste du hadith) reconnu.
- 27 décembre : Jean Ier d'Aragon, Souverain de la couronne d'Aragon.

- Ludovico Bonito, archevêque de Palerme, d'Antivari, de Salonique, cardinal-prêtre de S. Maria in Trastevere.
- Jehuda Cresques, cartographe majorquin, de la Couronne d'Aragon.
- Giovannino de' Grassi, peintre,  sculpteur, architecte et enlumineur italien.
- Rodolphe IV de Gruyère, comte de Gruyère.
- Madhava de Sangamagrama, mathématicien indien, père de l'analyse mathématique.
- Sidi El Houari : imam et marabout de la ville d'Oran (Algérie).
- Saint Vincent Ferrier : religieux de l'Ordre de Saint-Dominique.
- Agnolo Gaddi, peintre italien de l'école florentine de la pré-Renaissance.
- Jeanne Holland, duchesse consort de Bretagne.
- William Le Scrope, 1er comte de Wiltshire, était un soutien fervent du roi Richard II d'Angleterre.
- Rainier II, prince de Monaco.
- Shiba Yoshimasa, général et administrateur japonais de l'époque de Muromachi.

date incertaine (vers 1350)
- Jacques d'Ableiges : jurisconsulte français et auteur du Grand Coutumier de France.
- Bandello Bandelli, cardinal italien.
- Angelo Barbarigo, cardinal italien.
- Guglielmo della Scala, politicien italien.
- Gilles Deschamps, professeur de théologie et cardinal français.
- Johannes Mulberg, moine dominicain suisse.
- Antonio Panciera, cardinal italien.
- Hémon Raguier, seigneur de L'Haÿ, ancien argentier du roi Charles VI et de la reine Isabeau de Bavière.
- Éléonore Teles de Menezes,  reine consort de Portugal.
- Théophane le Grec, peintre et iconographe russe d'origine Byzantine († vers 1410).
- Hrvoje Vukčić Hrvatinić, ban de Croatie, grand duc de Bosnie et duc de Split.

## Crédit d'auteurs
- Cet article est partiellement ou en totalité issu de l'article intitulé « 1350 » (voir la liste des auteurs).